# Barlo
Barlo ist ein Stadtteil von Bocholt in Nordrhein-Westfalen. Bis zur Eingemeindung am 1. Januar 1975 war Barlo eine eigenständige Gemeinde innerhalb des Amtes Liedern-Werth.

## Lage

Ehemaliges Wappen des Amtes Liedern-Werth

Das Dorfzentrum bzw. die Kirche ist etwa sieben Kilometer von der Stadtmitte Bocholts entfernt. Barlo grenzt innerhalb Bocholts im Westen und Süden an den Stadtteil Stenern. Im Osten grenzt Barlo an die Stadt Rhede und im Norden an die niederländischen Gemeinden Aalten und Winterswijk. Barlo hat eine ca. 8 km lange Grenze mit den Niederlanden.

## Geschichte

### Mittelalter
Die erste schriftliche Erwähnung einer Besiedlung in diesem Gebiet lässt sich in Dokumenten des St.-Mauritz-Stiftes bei Münster aus dem Jahre 1061 finden. Aus den Urkunden können die Abgaben des Haupthofes Winterswijk mitsamt seinen Unterhöfen entnommen werden. Hier tauchen Namensnennungen von Höfen auf, deren Namen noch heute bekannt sind. Erst um 1300 wurde erwähnt, dass zwei der zehn Unterhöfe in „Barlo“ lägen. Eine Ansiedlung mit dem Namen „Barlo“ ist daher ab dem 13. Jahrhundert nachgewiesen. Barlo (und Baarlo) ist ein häufig in Westfalen und den Niederlanden anzutreffender Ortsname. Der Name könnte so viel wie „Loh auf einer sonst kahlen Höhe“ bedeuten. Hierbei wird der Vorsilbe „bar“ der hochdeutsche Sinn, also „entblößt“ oder „baumlos“. Eine andere Definition ist: „Zu den relativ häufigsten Grundwörtern gehören im Münsterland die -loh-Ortsnamen. Loh wird als kleines, isoliert liegendes Gehölz, aber auch als Waldlichtung durch Rodung, mit größter Unsicherheit als Kulthain gedeutet. …Die Holzart wird mehrfach im Beinamen genannt …“ Die Dorf-Chronik geht jedoch davon aus, dass bei der Vorsilbe „bar“ nicht vom hochdeutschen Sinn, sondern von der Bedeutung im „Barloer Platt“ auszugehen sei. Demnach führe das „Bokeltse Würderbook“ (Bocholter Wörterbuch) die Übersetzungen „nur“ und „voll“ auf. „Dann hieße Barlo: „nur, voll“ oder „viel“ Gehölz, Wald. Dies entspräche sicher dem Bild der Barloer Landschaft zur Gründungszeit des Ortes. Die früheren Bewohner der Gegend haben erst die Beschaffenheit benannt – voller Wald – und dann diesen Namen auf den Ort übertragen, der in diesem Wald entstanden war: Barlo.“. Die vielfältigen Auslegungen des Ortsnamens belegen, dass fast ein Jahrtausend nach der wahrscheinlichen Gründung von Barlo weder die Herkunft des Namens noch der genaue Zeitpunkt der Gründung festzustellen ist.

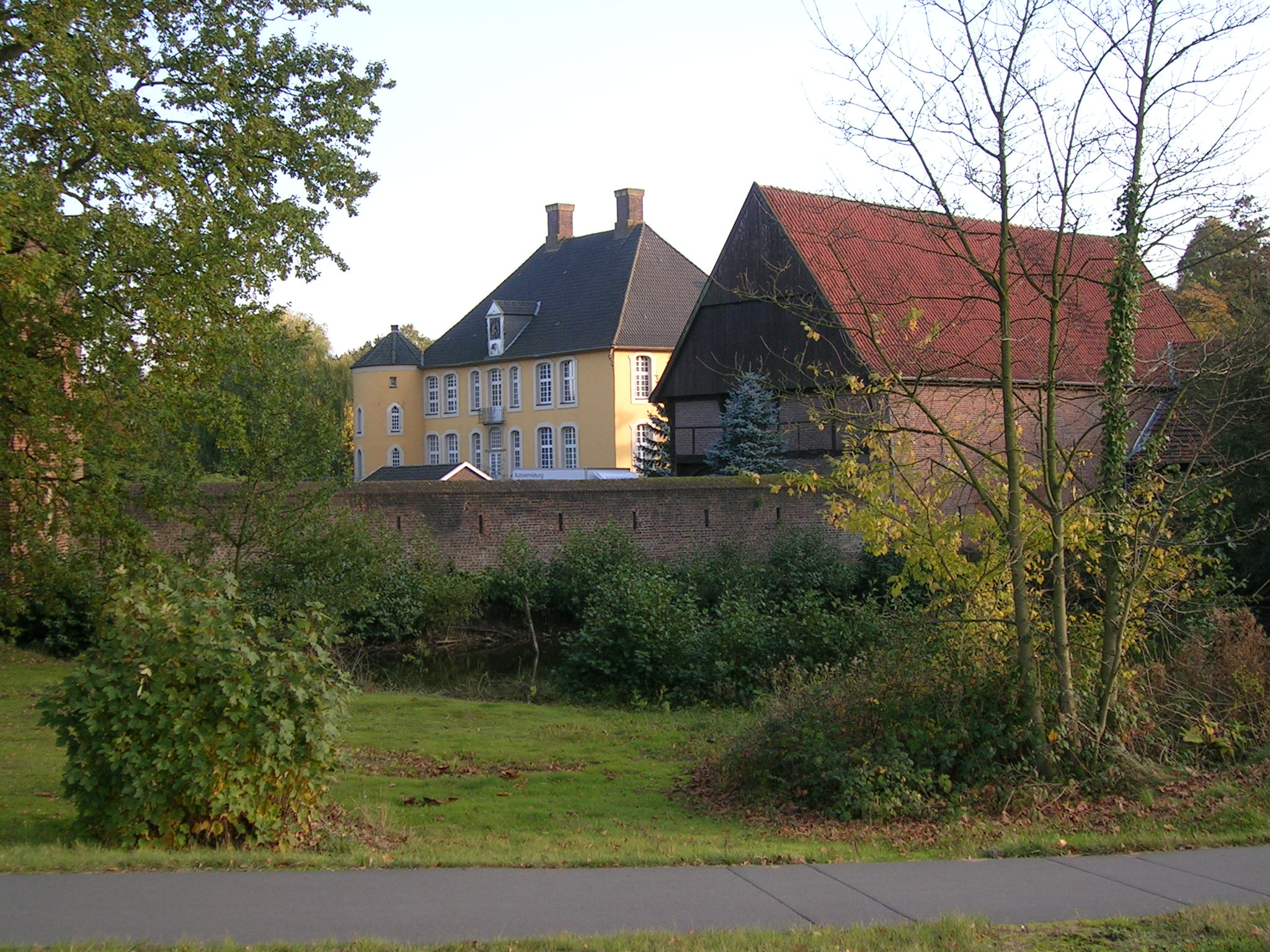
Schloss Diepenbrock in Barlo

1326 wurde der edelfreie Gerhard von Diepenbrock vom Herzogtum Geldern mit dem Hof Diepenbrock belehnt. Diese Belehnungsurkunde ist die erste schriftliche Erwähnung des Hauses Diepenbrock. Die Burg bzw. das feste Haus muss wesentlich älter sein, da es der Stammsitz derer von Diepenbrock war und dieses Geschlecht bereits Ende des 12. Jahrhunderts auftaucht. Diese Annahme wird auch dadurch bekräftigt, dass es vom Herzogtum Geldern belehnt wurde, obwohl es im Stift Münster lag. 1257 hat der Bischof von Münster als Landesherr des Stiftes große Teile des Kirchspiels Bocholt von den Grafen von Dingden-Ringenberg übernommen. Zu diesem Zeitpunkt muss sich das Haus Diepenbrock also schon im Besitz Gelderns und derer von Diepenbrock befunden haben. Bis 1811 wurde Barlo vom Amt Bocholt verwaltet.

### Frühe Neuzeit
1551 ging Haus Diepenbrock, da die männliche Linie der Familie auf dem Haus Diepenbrock erlosch, auf die Herren „von Weleveld“ über. Nachdem die direkte Linie derer von Weleveld 1717 ausstarb, wurde Haus Diepenbrock mitsamt den darauf lastenden Schulden 1733 öffentlich versteigert. Käufer war ein Anton von Graes vom Haus Loburg bei Coesfeld. Dessen Familie ist noch heute im Besitz des Schlosses.
Ein weiteres Herrenhaus (Haus Kortenhorn) ist seit 1424 beurkundet. Zwar steht an dieser Stelle noch heute ein Haus, von der Burganlage mit Wällen und Gräften ist jedoch nichts mehr zu erkennen. Aktueller Eigentümer ist die Familie von Spee.
Im Rechnungsbuch der „Schützengilde Barlo“ trägt der erste Eintrag das Jahr 1571. Die Existenz der Schützengilde, die noch heute ihre Schützenfeste feiert, ist daher seitdem belegt. Die Entstehung der Schützengilde steht im Zusammenhang mit der Verteidigung des Schlosses Diepenbrock, und noch heute hat der Herr des Hauses Diepenbrock den ersten Schuss beim Schützenfest. Im 17. Jahrhundert feierten die Bewohner Barlos und der Nachbargemeinde Woold (heute zu Winterswijk) ein gemeinsames Schutzenfest. Im Jahre 1720 kam es beim Schützenfest zu einem Streit und in den folgenden Jahren ist von einem gemeinsamen Fest nichts mehr bekannt. Erst zum 400-jährigen Jubiläum 1971, also 251 Jahre nach dem Streit, kam es zur Versöhnung. „Der Schützenverein aus Woold brachte ein Fass Bier mit, das sie angeblich noch schuldig wären.“
Aufgrund der Grenznähe wurde Barlo hart vom Achtzigjährigen Krieg (1568–1648) zwischen den Niederlanden und Spanien getroffen. Zu dieser Zeit existierten 18 Höfe. Davon wurden 10 nicht und 8 nur wenig bewirtschaftet. Im Dreißigjährigen Krieg, der sich mit dem Achtzigjährigen Krieg überschnitt, wurde Barlo wiederholt ausgeplündert. Erst der Westfälische Friede von 1648 beendete diese beiden Kriege. In Barlo lebten 1662 nur noch 29 Familien mit 162 Personen. Selbst ein Jahrhundert nach den Kriegen erholte sich Barlo nicht von diesem Bevölkerungsverlust. 1750 lebten in Barlo 35 Familien mit 224 Personen.
1675 wurde die erste Schule in Barlo, die so genannte „Schlatt-Schule“, gegründet.
1766 wurde mit der Burloer Konvention die niederländisch-deutsche Grenze zwischen dem Hochstift Münster und der Provinz Gelderland des Königreichs der Niederlande festgelegt. Die damals gesetzten Grenzsteine markieren heute noch die Staatsgrenze.

### 19., 20. und 21. Jahrhundert
1803, als das Hochstift Münster durch den Reichsdeputationshauptschluss aufgelöst wurde, kam Barlo zum neu errichteten Fürstentum Salm. Bocholt war die Hauptstadt dieses Staates. Das Fürstentum, ein Satellitenstaat Frankreichs unter Napoleon, existierte jedoch nur kurz. So wurde das Fürstentum 1810 von Frankreich annektiert. Hier gehörte es zum Kanton Bocholt im Département Lippe.
Nach dem Russlandfeldzug, der Völkerschlacht bei Leipzig und dem folgenden Zusammenbruch der napoleonischen Herrschaft im November 1813 bemühten sich die Häuser Salm-Salm und Salm-Kyrburg auf dem Wiener Kongress darum, dass ihr Fürstentum (und damit auch ihre Stellung als souveräne Landesherren) wieder errichtet werde (Restauration). Der Friedensschluss zu Wien im Jahre 1815 ergab aber, dass die Gebiete des Fürstentums Salm dem Königreich Preußen zugeschlagen wurden. Die endgültige preußische Inbesitznahme erfolgte am 21. Juni 1815. Barlo wurde damit als selbständige Gemeinde innerhalb des „Amtes Liedern“ preußisch. Das „Amt Liedern“ wurde 1937 mit dem „Amt Werth“ zum „Amt Liedern-Werth“ zusammengelegt.

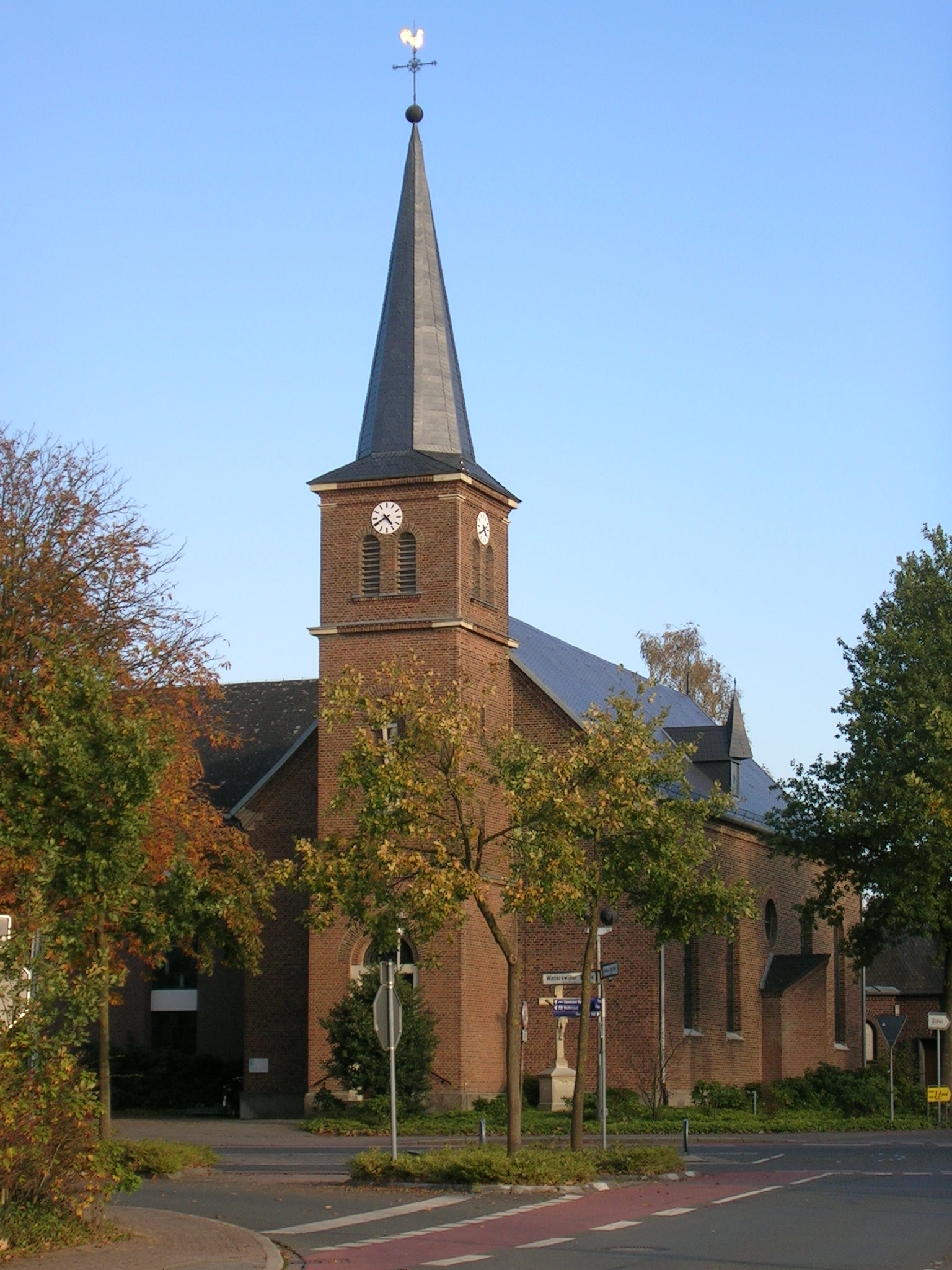
St.-Helena-Kirche (2008)

1823 bekam Barlo für seine damals 545 Einwohner eine eigene katholische Pfarrkirche, die Kirche St. Helena. Dafür wurde die seit 1674 in der Gemeinde Hemden existierende „Kreuzkapelle“ abgebaut. Erbaut wurde die Kreuzkapelle, um den katholischen Bewohnern Aaltens und Bredevoorts (die Niederlande waren protestantisch) die Möglichkeit zu geben, an einem katholischen Gottesdienst teilzunehmen. Im Laufe der Zeit bekamen die Katholiken in den genannten Orten eigene Kirchen und Seelsorger und nutzen die Kreuzkapelle nicht mehr. Sie hatte ihren Zweck verloren und wurde daher nicht mehr benötigt. Die St.-Helena-Kirche wurde mehrfach erweitert. So wurden 1858 eine Sakristei und 1862 ein Kirchturm angebaut. Die größte Erweiterung erfuhr die Kirche 1967/68. Die nördliche Seitenwand des Langhauses wurde vollständig niedergelegt und ein neues breites Langhaus als Saalbau wurde angebaut. Das frühere Kirchenschiff fungiert nun als Chorraum. Die Sakristei wurde als Anbau entlang der Ostwand neu errichtet und die alte Sakristei zur Leichenhalle umfunktioniert.
Mitte des 19. Jahrhunderts wanderten mehrere Barloer Einwohner aufgrund von Armut und schlechter Ernten in die USA aus. Lebten 1843 noch 600 Menschen in Barlo, so sank die Zahl der Einwohner bis 1880 auf 521.
1880 wurde die „Bahnstrecke Bocholt–Winterswijk“ durch Barlo verlegt, Barlo selbst bekam jedoch erst 1908 einen Haltepunkt. Mit Beginn des Ersten Weltkriegs wurde der grenzüberschreitende Bahnverkehr eingestellt und 1931 ganz stillgelegt. Barlo wurde damit Endbahnhof. Zwischen Bocholt und Barlo wurde der Personenverkehr 1952 eingestellt, zum 24. September 1989 folgte die Stilllegung dieses Streckenabschnittes, die Gleise wurden bis 1996 abgebaut.
Ab 1893 begann die Gemeinde Barlo mit dem Bau einer befestigten Straße nach Bocholt, der heutigen „Winterswijker Straße“. Später wurde diese Straße in Richtung Winterswijk weitergebaut. Die Straßen nach Hemden und nach Rhede sowie die „Barloer Ringstraße“ wurden erst nach dem Zweiten Weltkrieg erbaut.
Im Ersten Weltkrieg fielen 36 von 152 Barloern, die in den Krieg gezogen waren. Im Zweiten Weltkrieg fielen 59 der 169 in den Krieg gezogenen Barloer. Am 30. September 1944 starben drei Barloer bei der Feldarbeit, als Jagdbomber die nahgelegenen Bahngleise bombardierten. Barlo wurde gegen Ende des Zweiten Weltkrieges am Karfreitag 1945 von britischen Truppen besetzt. In Barlo gab es keine größeren Kampfhandlungen. Nur dort, wo die Briten mit deutschen Soldaten in Kontakt kamen, gab es Feuergefechte. Ein Hof wurde dabei zerstört. Nach Ende des Krieges wurde ein Streifen von etwa einem Kilometer entlang der deutsch-niederländischen Grenze zum Niemandsland erklärt und musste geräumt werden. Erst gegen Ende 1945 durften die Bewohner auf ihre Höfe zurück. Gebietsverluste (wie die Gemeinde Suderwick) musste Barlo nicht in Kauf nehmen. Der Grenzübergang nach Winterswijk bzw. Woold blieb bis 1958 geschlossen.
Am 1. Januar 1975 wurde das Amt Liedern-Werth aufgelöst und die Gemeinde Barlo in die Stadt Bocholt eingemeindet. Barlo verlor dadurch seine Eigenständigkeit und ist seither ein Stadtteil von Bocholt, das ab 1975 nicht mehr kreisfrei, sondern eine Gemeinde des Kreises Borken ist. Interessanterweise überstieg die Fläche Barlos die Fläche der Stadt Bocholt bis 1974. Barlo ist der flächenmäßig größte Stadtteil Bocholts.
2008 gewann Barlo den Kreiswettbewerb „Unser Dorf hat Zukunft“ als erstes „Bocholter Dorf“. Die Preisverleihung fand am 14. November 2008 im Bürgersaal statt. 2009 nahm Barlo damit am Landeswettbewerb teil, wobei eine Bronzeplakette erreicht wurde.
Auf Betreiben des Heimatvereins und Einsatzes des Ratsmitgliedes Rainer Venhorst bekam Barlo durch Beschluss der Stadtverordnetenversammlung am 10. Oktober 2018 der Stadt Bocholt den Zusatz „Boorle“ in der Ortstafel. Dafür musste die Hauptsatzung der Stadt Bocholt geändert werden, da die einzelnen Stadtteile dort nicht aufgeführt waren. Es war der erste plattdeutsche Namenszusatz auf einem Ortsschild im Kreis Borken. Seit 2020 wird auf einem Bauernhof in Barlo jährlich die Reality-Show Das Sommerhaus der Stars – Kampf der Promipaare gedreht.

## Bebauung und Bevölkerung
Barlo ist auch heute noch landwirtschaftlich geprägt. 73 Prozent der Fläche Barlos wird landwirtschaftlich genutzt. Weitere 16 Prozent Barlos sind bewaldet. Das „Dorfbild“ ist von Ein- und Zweifamilienhäusern geprägt. In den letzten Jahren hat sich die Bevölkerung Barlos verjüngt. Nach aktuellen Statistiken „(Stand: 31. Dezember 2007)“ beträgt der Altersdurchschnitt 36,7 Jahre, der niedrigste aller Stadtteile Bocholts. Die Grundversorgung der Einwohner mit Lebensmitteln wurde durch eine Bäckerei sichergestellt, die jedoch aufgrund einer Insolvenz mittlerweile geschlossen ist. Ein Supermarkt ist nicht ansässig. Die Anwohner sind gezwungen, die nächste Einkaufsmöglichkeit im Ortsteil Stenern oder der Nachbarstadt Rhede zu nutzen. Aufgrund der Grenznähe und der Entfernung vom Stadtkern Bocholts sind die Bauernhöfe größtenteils nicht an das städtische Wasser- und Abwassernetz angeschlossen. Die Anwohner sind hier auf Hausbrunnen und eigene Kläranlagen angewiesen. Pläne, auch diese Höfe an das städtische Netz anzuschließen, ruhen derzeit aufgrund der hohen Kosten. BORNet, heute Deutsche Glasfaser, verlegte im Jahr 2011, zusammen mit der Bocholter Energie- und Wasserversorgungs GmbH und einer weiteren Privatfirma, ein Glasfasernetz in Barlo. Es sind Datenübertragungsraten, für Download und Upload, bis zu 100 MBit/s angeboten.
Noch heute ist Barlo in so genannte Hööke eingeteilt. Der Name eines Hookes leitete sich im Allgemeinen von dem jeweils größten Hof im Hook ab.

## Verkehrsanbindung
In Barlo kreuzen sich die Landesstraße L 505 „Winterswijker Straße“ und die Kreisstraße K 3 „Barloer Ringstraße“. Über diese Straßen gelangt man in die umliegenden Städte bzw. Stadtteile. In Richtung Winterswijk befindet sich an der „Winterswijker Straße“ ein Grenzübergang, der jedoch aufgrund des Schengen-Raumes ohne praktische Bedeutung ist.
Die Linie C8 verbindet Barlo mit dem Bustreff im Zentrum Bocholts. Die Stadtbus Bocholt GmbH bietet einen 1-Stunden-Takt von Montag bis Samstag an.
Bis etwa 1975 hatte Barlo im Schienenpersonennahverkehr einen Bahnhof an der Bahnstrecke Winterswijk–Bocholt, was die einzige Zwischenstation dieser Verbindung war. Ab 1952 verkehrten nur noch wenige Züge über den Abschnitt von Bocholt nach Barlo, die Verbindung von Barlo nach Winterswijk wurde bereits in den 50er Jahren eingestellt. Grenzüberschreitend verkehren gegenwärtig Taxibusse.

## Öffentliche Institutionen
- Katholische St. Helena-Kirche
- Kindertagesstätte St. Helena
- Friedhof in kirchlicher Trägerschaft
- Pfarrheim mit Spielplatz St. Helena
- Grundschule mit Turnhalle, ehemals „Martinschule Barlo“, jetzt Teil des Grundschulverbund Liebfrauen
- Bücherei der Kirchengemeinde, siehe Borromäusverein

## Vereine
- Pro Barlo e. V.
- Werbegemeinschaft “WUNDERBARLO” e. V.
- DJK Barlo 1959 e. V.
- Heimatverein „Kärkspöll Boorle – Vör dessen 1993 – Kring för Heimatfläge e. V.“
- Schützengilde Barlo e. V.
- Jungschützenverein Barlo e. V.
- Katholische Landjugendbewegung – KLJB Barlo
- Spielmannszug Barlo 1935 e. V.
- Förderverein Grundschule Bocholt-Barlo e. V.

## Persönlichkeiten, die in Barlo geboren wurden bzw. aufgewachsen sind
- Werner Warsinsky (* 6. August 1910; † 24. Juni 1992 in Münster), Schriftsteller, 1. Europäischer Literaturpreis 1953
- Benjamin Weigelt (* 4. September 1982), Fußballspieler